# Federazione calcistica del Tagikistan
La Federazione calcistica del Tagikistan (in inglese Tajikistan Football Federation, acronimo TFF, in russo Федерация футбола Таджикистана) è l'ente che governa il calcio in Tagikistan.
Fondata nel 1936, si affiliò alla FIFA e all'AFC nel 1994. Ha sede nella capitale Dušanbe e controlla il campionato nazionale, la coppa nazionale e la Nazionale del paese.